# Lawrence Sullivan Ross

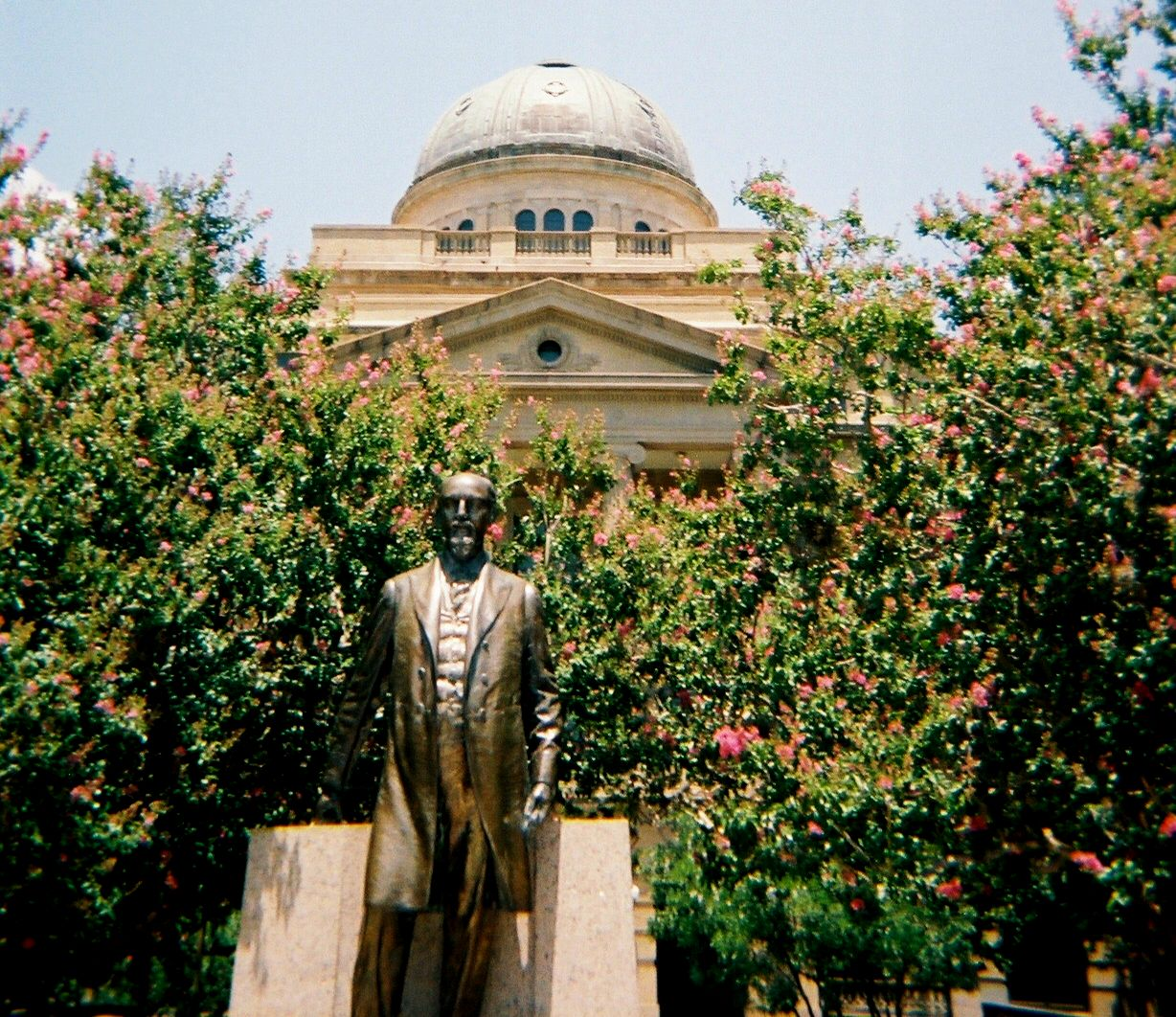
Estátua de Sullivan Ross

Lawrence Sullivan "Sul" Ross (27 de setembro de 1838 — 3 de janeiro de 1898) foi o 19º governador do Estado norte-americano de Texas, general confederado durante a Guerra Civil Americana e presidente da Universidade A&M do Texas (na época chamada de Agricultural and Mechanical College of Texas).
Sua família foi importante na colonização do Texas (fundaram a cidade de Waco). Sua infância foi vivida na fronteira e, quando adolescente, Ross estudou na Universidade de Baylor e Universidade do Norte do Alabama. Após graduar-se, Ross entrou para os Texas Rangers e em 1860 liderou tropas na Batalha do Pease River, onde foi resgatada Cynthia Ann Parker, que estava em poder dos comanches desde criança.
Quando o Texas se aliou aos confederados, Ross se alistou ao exército. Ele participou de 135 batalhas e foi um dos mais jovens generais-de-brigada dos Confederados. Depois da Guerra, Ross foi xerife no Condado de McLennan. Depois de 2 anos como senador, Ross se dedicou a sua fazenda durante os anos de 1870. Em 1887 ele foi governador do Texas.
Deixando a política, ele se dedicou a presidência da Agricultural and Mechanical College of Texas.